# پرنشان

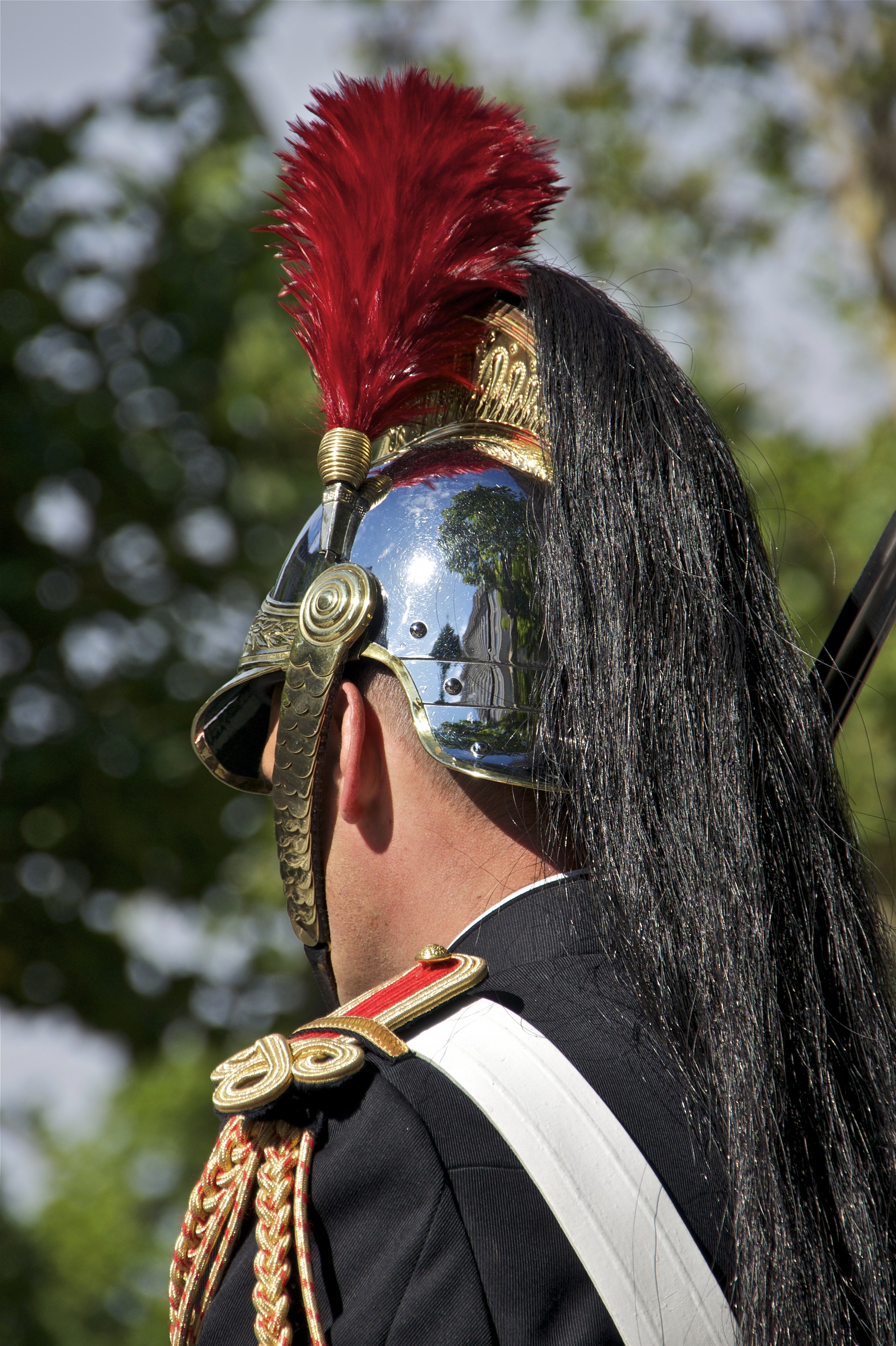
کلاه ایمنی پرنشان

پرنشان Plume نوع خاصی از پر پرندگان است که توسط اگرت ، شترمرغ ، پرندگان بهشتی ، کوتزال ، قرقاول ، طاووس و بلدرچین نشانده می‌شود. آنها اغلب یک هدف برای زیورها یا تزیین هستند که معمولاً در میان گروه‌های راهپیمایی و نظامی استفاده می‌شود و بر روی کلاه یا کلاه‌خود استفاده می‌شود. هنگامی که بر روی روسری‌های نظامی استفاده می‌شود، ستون پر بریده‌شده به عنوان یال نامیده می‌شود.